# 倒卵叶山龙眼
倒卵叶山龙眼（学名：Helicia obovatifolia），又稱蓮花池山龍眼，为山龙眼科山龙眼属下的一个种。